# Fito (criminal)
José Adolfo Macías Villamar (Manta, Ecuador, 30 de septiembre de 1979), más conocido por su alias, Fito, es un criminal y narcotraficante ecuatoriano, líder de la banda  conocida como Los Choneros desde finales del 2020 e inicios del 2021 tras la muerte del exlíder Jorge Luis Zambrano.

## Vida criminal
Su primera detención se dio en el año 2000 al cometer el delito de robo. En 2011, volvió a ser detenido por los delitos de narcotráfico y delincuencia organizada. Lo transfirieron a la Cárcel de la Roca, donde el 11 de febrero de 2013 se fugó junto con otros 17 integrantes de Los Choneros.
En 2013 lograron fugarse de la cárcel de máxima seguridad la Roca. Para llevar a cabo la fuga, inmovilizaron a catorce guías penitenciarios y escaparon por medio de botes en el río Daule. Meses después, fueron recapturados mientras se encontraban en su propia residencia. 
Fue la mano derecha de Jorge Luis Zambrano, el líder de Los Choneros, quien fue asesinado en diciembre de 2020 en una cafetería de un centro comercial de Manta. Al ser su mano derecha, asumió el liderato y todos se reportaron ante él. Mucha gente lo acusa de ser el culpable de la muerte de este para poder ganar poder en prisión. Esto causó una ruptura en Los Choneros, ya que decían que no existen sucesores de Jorge Luis Zambrano. 'Fito' es el fundador de "Los Fatales", una de las facciones de Los Choneros, está al frente de la banda criminal desde 2020, y en solitario desde mayo de 2023, tras el aparente asesinato en Colombia de Junior Roldán ('JR'), líder de la facción denominada Los Águilas.
El 17 de noviembre de 2021, la hija de Fito fue supuestamente secuestrada junto con su prima. Siendo liberadas el 21 de noviembre alegando que los secuestradores no les pegaron ni abusaron. «Estaban con capuchas, nosotros andábamos sin vendas; estábamos en una montaña, hicimos supervivencia durante estos días», relató. 
Mientras cumplía una sentencia de treinta y cuatro años en la Penitenciaría del Litoral por delincuencia organizada, tráfico de drogas y asesinatos.Escapó de la cárcel en enero de 2024, lo que llevó al Gobierno a declarar el estado de emergencia. En respuesta, bandas criminales lanzaron varios ataques contra civiles y la policía.
Antes de su fuga, ejercía "un control interno importante del centro penitenciario" en el que era encarcelado. Él y Junior Roldán, otro cabecilla de 'Los Choneros' asesinado en 2023 en Colombia, tenían "un trato diferenciado y preferente por las autoridades". Su familia fue expulsada de Argentina tras su huida.
El 12 de julio de 2024 la Interpol emitió una alerta roja de intensa búsqueda y de orden de captura de alias Fito en 196 países del mundo, dado que se sospecha o se cree de que exista una posibilidad de que Adolfo Macías Villamar 'Fito' haya cruzado fronteras y salido del país, sin embargo no se descarta aún su estadía clandestina dentro del Ecuador pese a que se han intensificado los operativos de búsqueda y no se ha dado con su paradero. 
El 2 de abril de 2025, John Durham, fiscal del Tribunal del Distrito Este de Brooklyn, en Nueva York, acusó a Macías de los siguientes cargos:
- Conspiración para la distribución internacional de cocaína.
- Distribución internacional de cocaína.
- Uso de armas de fuego para promover el narcotráfico.
- Contrabando de armas de fuego desde Estados Unidos.
- Conspiración para la compra de armas de fuego a través de testaferros.
- Importación ilegal de armas para fines criminales.

La oficinal del Fiscal general de los Estados Unidos ha acusado a Macías de ser responsable de manejar una red de gran escala de comercio de cocaína en colaboración con el Cártel de Sinaloa.
En junio de 2025, la policía del Ecuador anunció su recaptura, tras un año de haber eludido a la justicia, y se está tramitando su extradición a los Estados Unidos
José Adolfo Macías Villamar [Fito], fue recapturado el 25 de junio de 2025 en Manta, se escondía en la casa de un familiar en un búnker debajo de una chimenea, luego de una extensa búsqueda de 10 horas dentro de la casa y de desconectar un generador electrico, Fito salió de su escondite. El Presidente Daniel Noboa confirma la recaptura del criminal más buscado del Ecuador. El proceso para extraditar a José Adolfo Macías Villamar [Fito] a los Estados Unidos está en marcha. El 20 de julio fue extraditado a Estados Unidos.